# ゾーイ・コールドウェル
ゾーイ・コールドウェル（Zoe Caldwell, 1933年9月14日 - 2020年2月16日）は、オーストラリア出身の女優である。

## 出演作品
- ものすごくうるさくて、ありえないほど近い（オスカーの祖母）
- リロ・アンド・スティッチ（議長）
- 丘の家のジェーン
- カイロの紫のバラ